# Aéroport du Gloucestershire
L'aéroport de Gloucestershire se situe et dessert le comté de Gloucestershire, il dessert principalement la ville de Gloucester. Il se situe plus précisément entre Gloucester et Cheltenham pas loin de l'autoroute M5

## Statistiques
Pour des raisons techniques, il est temporairement impossible d'afficher le graphique qui aurait dû être présenté ici.

Voir la requête brute et les sources sur Wikidata.